# Плавання на літніх Олімпійських іграх 2020 — 200 метрів комплексом (жінки)
Змагання з плавання на 200 метрів комплексом серед жінок на літніх Олімпійських іграх 2020 відбулися 26 - 28 липня 2021 року в Олімпійському центрі водних видів спорту. Це була дванадцята поява цієї дисципліни на Олімпійських іграх. Уперше її провели в 1968 і 1972 роках, а потім на кожній Олімпіаді, починаючи з 1984 року.

## Рекорди
Перед цими змаганнями чинні світовий і олімпійський рекорди були такими:
| Світовий рекорд     | Катінка Хоссу (HUN) | 2:06.12 | Казань, Russia           | 3 серпня 2015 | [ 2 ]       |
| Олімпійський рекорд | Катінка Хоссу (HUN) | 2:06.58 | Ріо-де-Жанейро, Бразилія | 9 серпня 2016 | [ 3 ] [ 4 ] |

## Кваліфікація
Олімпійський кваліфікаційний норматив для цієї дисципліни становить 2 хвилини 12,56 секунди. За цим нормативом від кожного Національного олімпійського комітету (NOC) можуть автоматично кваліфікуватися щонайбільше дві плавчині, виконавши його на затверджених кваліфікаційних змаганнях. Норматив олімпійського відбору становить 2 хвилини 16,54 секунди. За цим нормативом від кожного НОК може кваліфікуватися щонайбільше одна плавчиня, що посідає досить високе місце у світовому рейтингу, поки не буде вичерпано квоту для всіх плавальних дисциплін. НОК, що ще не має плавчині в жодній дисципліні, може скористатися зі свого права на універсальну квоту.

## Формат змагань
Змагання складаються з трьох раундів: попередні запливи, півфінали та фінал. Плавчині, що показали 16 найкращих результатів у попередніх запливах, виходять до півфіналів. Плавчині, що показали 8 найкращих результатів у півфіналах, виходять до фіналу. У тому разі, коли на останнє місце потрапляння до півфіналів чи фіналу претендують дві чи більше плавчині з однаковим часом, передбачено перепливання.

## Розклад
Змагання тривають три дні, кожен раунд наступного дня.
Вказано японський стандартний час (UTC + 9)
| Дата     | Час   | Раунд             |
| -------- | ----- | ----------------- |
| 26 липня | 19:00 | Попередні запливи |
| 27 липня | 11:58 | Півфінали         |
| 28 липня | 11:45 | Фінал             |

## Результати

### Попередні запливи
Плавчині, що показали 16 найкращих результатів незалежно від запливу, виходять до півфіналу.
| Місце | Заплив | Доріжка | Плавчиня              | Країна                | Час     | Примітки |
| ----- | ------ | ------- | --------------------- | --------------------- | ------- | -------- |
| 1     | 2      | 5       | Кейт Даґласс          | США (USA)             | 2:09.16 | Q        |
| 2     | 4      | 4       | Катінка Хоссу         | Угорщина (HUN)        | 2:09.70 | Q        |
| 3     | 3      | 5       | Еббі Вуд              | Велика Британія (GBR) | 2:09.94 | Q        |
| 3     | 4      | 5       | Алекс Волш            | США (USA)             | 2:09.94 | Q        |
| 5     | 3      | 2       | Марія Уголкова        | Швейцарія (SUI)       | 2:10.04 | Q        |
| 6     | 3      | 4       | Сідні Пікрем          | Канада (CAN)          | 2:10.13 | Q        |
| 7     | 3      | 6       | Анастасія Горбенко    | Ізраїль (ISR)         | 2:10.21 | Q        |
| 8     | 2      | 3       | Юй Їтін               | Китай (CHN)           | 2:10.22 | Q        |
| 9     | 3      | 3       | Alicia Wilson         | Велика Британія (GBR) | 2:10.39 | Q        |
| 10    | 2      | 4       | Охасі Юї              | Японія (JPN)          | 2:10.77 | Q        |
| 11    | 4      | 7       | Сірьєль Дюамель       | Франція (FRA)         | 2:11.11 | Q        |
| 12    | 4      | 3       | Терамура Міхо         | Японія (JPN)          | 2:11.22 | Q        |
| 13    | 2      | 2       | Іларія Кузінато       | Італія (ITA)          | 2:11.41 | Q        |
| 14    | 4      | 2       | Сара Франческі        | Італія (ITA)          | 2:11.47 | Q        |
| 15    | 4      | 6       | Kim Seo-yeong         | Південна Корея (KOR)  | 2:11.54 | Q        |
| 16    | 4      | 8       | Крістина Горська      | Чехія (CZE)           | 2:12.21 | Q        |
| 17    | 2      | 7       | Шебештьєн Далма       | Угорщина (HUN)        | 2:12.42 |          |
| 18    | 2      | 6       | Бейлі Ендісон         | Канада (CAN)          | 2:12.52 |          |
| 19    | 4      | 1       | Еллен Валш            | Ірландія (IRL)        | 2:13.34 |          |
| 20    | 3      | 8       | Афріка Саморано Санс  | Іспанія (ESP)         | 2:13.81 |          |
| 21    | 3      | 7       | Фантін Лезаффр        | Франція (FRA)         | 2:14.20 |          |
| 22    | 3      | 1       | Вікторія Зейнеп Гюнеш | Туреччина (TUR)       | 2:14.41 |          |
| 23    | 2      | 8       | Ребекка Медер         | ПАР (RSA)             | 2:14.79 |          |
| 24    | 1      | 5       | Маккенна Дебевер      | Перу (PER)            | 2:15.86 |          |
| 25    | 2      | 1       | Діана Петкова         | Болгарія (BUL)        | 2:16.70 |          |
| 26    | 1      | 4       | Аня Цревар            | Сербія (SRB)          | 2:17.62 |          |
| 27    | 1      | 3       | Ніколь Франк          | Уругвай (URU)         | 2:18.93 |          |

### Півфінали
Плавчині, що показали 8 найкращих результатів незалежно від запливу, виходять до фіналу.
| Місце | Заплив | Доріжка | Плавчиня           | Країна                | Час     | Примітки |
| ----- | ------ | ------- | ------------------ | --------------------- | ------- | -------- |
| 1     | 2      | 4       | Кейт Даґласс       | США (USA)             | 2:09.21 | Q        |
| 2     | 2      | 5       | Еббі Вуд           | Велика Британія (GBR) | 2:09.56 | Q        |
| 3     | 1      | 5       | Алекс Волш         | США (USA)             | 2:09.57 | Q        |
| 4     | 1      | 6       | Юй Їтін            | Китай (CHN)           | 2:09.72 | Q        |
| 5     | 1      | 2       | Охасі Юї           | Японія (JPN)          | 2:09.79 | Q        |
| 6     | 1      | 3       | Сідні Пікрем       | Канада (CAN)          | 2:09.94 | Q        |
| 7     | 1      | 4       | Катінка Хоссу      | Угорщина (HUN)        | 2:10.22 | Q        |
| 8     | 2      | 2       | Alicia Wilson      | Велика Британія (GBR) | 2:10.59 | Q        |
| 9     | 2      | 3       | Марія Уголкова     | Швейцарія (SUI)       | 2:10.65 |          |
| 10    | 2      | 6       | Анастасія Горбенко | Ізраїль (ISR)         | 2:10.70 |          |
| 11    | 2      | 7       | Сірьєль Дюамель    | Франція (FRA)         | 2:10.84 |          |
| 12    | 2      | 8       | Kim Seo-yeong      | Південна Корея (KOR)  | 2:11.38 |          |
| 13    | 1      | 1       | Сара Франческі     | Італія (ITA)          | 2:11.71 |          |
| 14    | 2      | 1       | Іларія Кузінато    | Італія (ITA)          | 2:12.10 |          |
| 15    | 1      | 7       | Терамура Міхо      | Японія (JPN)          | 2:12.14 |          |
| 16    | 1      | 8       | Крістина Горська   | Чехія (CZE)           | 2:12.85 |          |

### Фінал
| Місце | Доріжка | Ім'я          | Країна                | Час     | Примітки |
| ----- | ------- | ------------- | --------------------- | ------- | -------- |
| 1     | 2       | Охасі Юї      | Японія (JPN)          | 2:08.52 |          |
| 2     | 3       | Алекс Волш    | США (USA)             | 2:08.65 |          |
| 3     | 4       | Кейт Даґласс  | США (USA)             | 2:09.04 |          |
| 4     | 5       | Еббі Вуд      | Велика Британія (GBR) | 2:09.15 |          |
| 5     | 6       | Юй Їтін       | Китай (CHN)           | 2:09.57 |          |
| 6     | 7       | Сідні Пікрем  | Канада (CAN)          | 2:10.05 |          |
| 7     | 1       | Катінка Хоссу | Угорщина (HUN)        | 2:12.38 |          |
| 8     | 8       | Alicia Wilson | Велика Британія (GBR) | 2:12.86 |          |